# بيفر (مقاطعة بولك)
بيفر، مقاطعة بولك (بالإنجليزية: Beaver, Polk County, Wisconsin)‏ هي بلدة تقع بولاية ويسكونسن في الولايات المتحدة. تبلغ مساحتها 95.3 (كم²)، وترتفع عن سطح البحر 365 م، بلغ عدد سكانها 753 نسمة في عام 2000 حسب إحصاء مكتب تعداد الولايات المتحدة وتصل الكثافة السكانية فيها 8.2 نسمة/كم2.

## وصلات خارجية
- The US50 - Cities and Towns in Wisconsin State
- Wisconsin Cities and Towns, Facts, Map, Flag, Colleges, Government, and More